# Arioch d’Elassar
Arioch d’Elassar est un personnage de la Bible.

## Étymologie
L’étymologie de ce nom est obscure,
On trouve :
- 1 Arjoc ou Arioch le Lion, vénérable.

- - Roi d'Ellasar, complice de Kedorlaomer, Amraphel, et Thorgal (Sacy, Genèse, XIV).

- - Des tablettes récemment découverts par M. Pinches (voir Chaldée) montrent que la vraie lecture doit être Eri-Aku de Larsa.

- - Ce nom signifiait élamite « serviteur de dieu-lune ».

- - Il fut ensuite transformé en Rimsin, « Aie pitié, ô dieu-lune »

- 2 Général [1]: Sacy, Daniel, II, 14